# حنان عدنان كمال
حنان عدنان كمال هي الإبنة الثانية للصانعين المحتوى عدنان كمال وبشاير جمعة وممثلة مسرحية كويتية (مواليد 24 نوفمبر 2007).

## قائمة العمل
المسرحيات
- ون أو تو (2024-)
- مسرحية الوحش (2025-)